# جوزيف فيليبس (سياسي)
جوزيف فيليبس (بالإنجليزية: Joseph Phillips)‏ هو شخصية أعمال وسياسي أمريكي، ولد في 6 نوفمبر 1825، وتوفي في 13 سبتمبر 1906. حزبياً، نشط في الحزب الديمقراطي.